# Municipio de Fourche Lafave
El municipio de Fourche Lafave (en inglés: Fourche Lafave Township) es un municipio ubicado en el condado de Perry en el estado estadounidense de Arkansas. En el año 2010 tenía una población de 1796 habitantes y una densidad poblacional de 32,44 personas por km².

## Geografía
El municipio de Fourche Lafave se encuentra ubicado en las coordenadas 35°0′26″N 92°48′34″O / 35.00722, -92.80944. Según la Oficina del Censo de los Estados Unidos, el municipio tiene una superficie total de 55.37 km², de la cual 54,63 km² corresponden a tierra firme y (1,33 %) 0,74 km² es agua.

## Demografía
Según el censo de 2010, había 1796 personas residiendo en el municipio de Fourche Lafave. La densidad de población era de 32,44 hab./km². De los 1796 habitantes, el municipio de Fourche Lafave estaba compuesto por el 96,44 % blancos, el 0,17 % eran afroamericanos, el 0,61 % eran amerindios, el 0,11 % eran asiáticos, el 0,67 % eran de otras razas y el 2 % eran de una mezcla de razas. Del total de la población el 2,06 % eran hispanos o latinos de cualquier raza.